# The name of the ROSE (album)
The name of the ROSE (The name of the ROSE?) è il primo album in studio del gruppo musicale giapponese D, pubblicato il 28 settembre 2005 dalla GOD CHILD RECORDS.

## Descrizione
L'album ha avuto una produzione piuttosto complessa, poiché è stato realizzato proprio nel periodo in cui il bassista Lena aveva abbandonato la band. Nella prima edizione del disco il basso non è stato suonato da un musicista di supporto, ma dal produttore della band Tatsuya Kase. Di questa prima edizione sono state stampate due versioni da 5 000 copie l'una, pubblicate in cofanetto cartonato con copertine variate (la prima, denominata TYPE A, con rose rosse e la seconda, TYPE B, con rose nere) e contenenti dieci brani più un DVD extra coi videoclip per le canzoni Sleeper e Mayutsuki no hitsugi, diretti da Hiroyuki Kondō ed in cui compaiono solo i quattro componenti dei D rimasti.
Successivamente, per via dell'ingresso nella band del bassista Tsunehito, l'8 febbraio 2006 i D hanno ripubblicato una seconda edizione dell'album completamente risuonata col nuovo componente, in confezione jewel case con copertina diversa e tre bonus track.
I D utilizzano frequentemente la lingua inglese nei loro testi (pratica comune fra gli artisti nipponici), ma le canzoni Kyōjin butōfu e Mayutsuki no hitsugi, in giapponese, hanno anche dei versi cantanti in altre lingue: nella prima ASAGI canta in francese «Mort en piste / Quel malheur! Quel joie! / Deux, un, zero» e nella seconda in rumeno (in riferimento al tema vampiresco del brano) «Bună seara / Să dansăm / Te vreau / Te iubesc». L'uso di lingue straniere poco convenzionali è una caratteristica piuttosto frequente nelle canzoni dei D.

## Tracce
Tutti i brani sono parole e musica di ASAGI, tranne dove indicato. Dopo il titolo è indicata fra parentesi "()" la grafia originale del titolo, eventuali note sono riportate dopo il punto e virgola ";".
1. Day Dream (Day Dream?) - 5:14
2. GOD'S CHILD (GOD'S CHILD?) - 4:22 (ASAGI - Ruiza)
3. Yami yori kurai dōkoku no a cappella to bara yori akai jōnetsu no aria (闇より暗い慟哭のアカペラと薔薇より赤い情熱のアリア?) - 5:06
4. Art de la piste (Art de la piste?) - 5:46
5. Kyōjin butōfu (狂人舞踏譜?) - 4:16 (ASAGI - Ruiza)
6. Hourglass (Hourglass?) - 5:21 (ASAGI - Ruiza)
7. Ever after (Ever after?) - 3:48 (ASAGI - Ruiza)
8. Akumu kurai (悪夢喰らい?) - 6:06
9. Kuroi hanazono (黒い花園?) - 5:38 (ASAGI - Ruiza)
10. Sleeper (Sleeper?) - 5:17
11. Shiroi yoru (白い夜?) - 5:29; bonus track presente solo nella seconda edizione
12. Tsukiyo no koiuta (月夜の恋歌?) - 6:19; bonus track presente solo nella seconda edizione
13. Mayutsuki no hitsugi (繭月の棺?) - 5:31 (ASAGI - Ruiza); bonus track presente solo nella seconda edizione

### DVD A
Contenuto del DVD della prima edizione, versione TYPE A con copertina a rose rosse.
1. Sleeper; videoclip

### DVD B
Contenuto del DVD della prima edizione, versione TYPE B con copertina a rose nere.
1. Mayutsuki no hitsugi; videoclip

## Formazione
- ASAGI - voce
- Ruiza - chitarra elettrica ed acustica
- HIDE-ZOU - chitarra elettrica (anche basso nella prima edizione)
- Tsunehito - basso (solo nella seconda edizione)
- HIROKI - batteria